# 弗利德里希·卡尔·阿诺德·施瓦斯曼
| 435 Ella[1]                | 1898年9月11日  |
| 436 Patricia[1]            | 1898年9月13日  |
| 442 Eichsfeldia[1]         | 1899年2月15日  |
| 443 Photographica[1]       | 1899年2月17日  |
| 446 Aeternitas[1]          | 1899年10月27日 |
| 447 Valentine[1]           | 1899年10月27日 |
| 448 Natalie[1]             | 1899年10月27日 |
| 449 Hamburga[1]            | 1899年10月31日 |
| 450 Brigitta[1]            | 1899年10月10日 |
| 454 Mathesis               | 1900年3月28日  |
| 455 Bruchsalia[1]          | 1900年5月22日  |
| 456 Abnoba[1]              | 1900年6月4日   |
| 457 Alleghenia[1]          | 1900年9月15日  |
| 458 Hercynia[1]            | 1900年9月21日  |
| 905 Universitas            | 1918年10月30日 |
| 906 Repsolda               | 1918年10月30日 |
| 912 Maritima               | 1919年4月27日  |
| 947 Monterosa              | 1921年2月8日   |
| 989 Schwassmannia          | 1922年11月18日 |
| 1192 Prisma                | 1931年3月17日  |
| 1303 Luthera               | 1928年3月16日  |
| 1310 Villigera             | 1932年2月28日  |
| 1. 1 和马克斯·沃夫一起发现 |                |

弗利德里希·卡尔·阿诺德·施瓦斯曼（德語：Friedrich Karl Arnold Schwassmann，1870年3月25日—1964年1月19日）是一名德国天文学家。
他一共发现了22颗小行星，其中9颗是独立发现，另外13颗是和马克斯·沃夫一起发现的。
他和阿诺·阿瑟·瓦茨曼一起发现了三颗周期彗星施瓦斯曼-瓦茨曼1號彗星（29P/Schwassmann-Wachmann）、施瓦斯曼-瓦茨曼2号彗星（31P/Schwassmann-Wachmann 2） 和施瓦斯曼-瓦茨曼3号彗星（73P/Schwassmann-Wachmann 3）。此外，他与阿诺·阿瑟·瓦茨曼和莱斯利·帕尔特三人一起发现了非周期彗星施瓦斯曼-瓦茨曼-帕尔特彗星（ C/1930 D1 Peltier-Schwassmann-Wachmann）。